# BBC News at Six
BBC News at Six («Notícias às Seis») é o primeiro noticiário noturno diário transmitido na BBC One e BBC News. Até 2006, foi o programa noticioso de maior seguimento no Reino Unido, quando foi ultrapassado pelas notícias das dez. Cerca de quatro milhões de espetadores acompanham o programa.

## Criticismo
O jornal foi tomado como exemplo de subcultura ou nivelamento por baixo por parte da BBC sobretudo devido às reportagens orientadas a consumidores e pelo seu modo dinâmico de apresentação. O Líder da Casa dos Comuns em 2006, Jack Straw, criticou os apresentadores do noticiário por "passearem pelo estúdio". A BBC, por seu lado, defendeu o formato por entender que a linguagem corporal e a integração do apresentador com as notícias ajuda o espetador a compreender melhor a atualidade.

Também foram lançadas críticas quanto aos temas e ao modo e prioridade como são tratados, alegadamente de uma perspetiva inglesa. A ideia de um noticiário diferenciado, que combinasse notícias de âmbito escocês, britânico e internacional de modo a representar uma perspetiva escocesa foi lançada e depois rejeitada em 2003, após uma série de consultas públicas e fraco apoio do público. No entanto, o Partido Nacional Escocês continuou a apelar a mudanças.